# 袋田瀑布

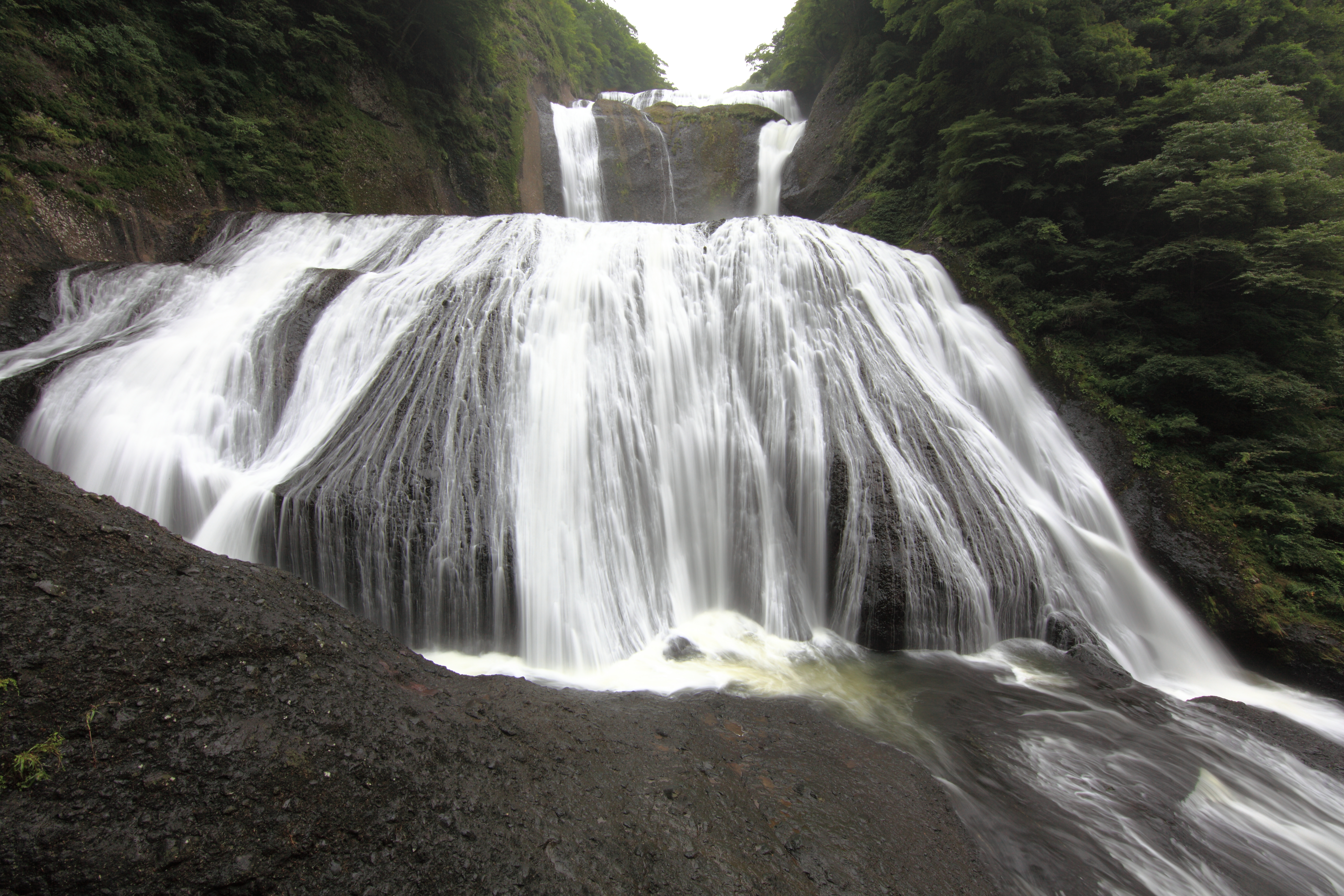
袋田瀑布

袋田瀑布是位于日本茨城縣大子町袋田的一个瀑布。位于久慈川支流瀧川的上游。長120ｍ、寬73ｍ。冬季結冰。
袋田瀑布是茨城縣指定名勝。與華嚴瀑布、那智瀑布并列為日本三名瀑。在平成2年的日本瀑布百選人氣投票中獲得第一名。

## 外部連結
- 袋田温泉 回忆浪漫馆（页面存档备份，存于）